# 여관 (전한)
여관(呂寬, ?~3년)은 전한 말기의 인물로, 왕망의 아들 왕우의 아내의 오라비이다.

## 해설
왕망은 평제를 황제로 옹립할 때, 평제의 생모 위씨(衛氏)와 그 일족을 장안에 들이지 않고, 그녀를 중산효왕의 왕후로서 중산나라에 머무르게 하였다. 평제가 장성하면 이것이 화근이 되리라고 생각한 왕우는 위씨를 장안에 불러들이려 하였다.
원시 3년(3년), 왕우는 오장·여관과 함께 모의하여, 이상현상을 날조하여 왕망을 놀라게 하고, 오장이 이를 위씨를 장안으로 불러들여야 한다는 의미로 해석하기로 하였다. 이에 여관은 밤중에 왕망의 집에 피를 끼얹으려 하였으나, 문지기에게 들키는 바람에 모의가 들통나고 말았다.
하옥된 왕우는 스스로 독을 마시고 죽었고, 임신 중이었던 왕우의 아내는 출산할 때까지 살려두었다가 죽였다. 왕망은 왕우의 죄를 관숙·채숙에 견주어 조정에 상주하였고, 신하들의 재촉을 받은 왕태후는 이를 치하하였다.
한편 왕망은 사건을 대사공 견풍으로 하여금 철저히 조사하게 하였고, 여관·오장·위씨 뿐만 아니라 평제의 할머니의 집안인 풍(馮)씨·양왕 유립·왕망의 숙부 왕립·종형제 왕인·원제의 딸 경무공주(敬武公主)·대신 하무·포선 등 왕망의 정적을 비롯한 백여 명 이상에게 죄를 뒤집어씌워 주살하였다.
여관의 일가족은 합포로 유배되었다.

## 출전
- 반고, 《한서》
  - 권12 평제기
  - 권72 왕공양공포전
  - 권86 하무사단왕가전
  - 권99상 왕망전 上